# Kolur, Koppal
Kolur là một làng thuộc tehsil Koppal, huyện Koppal, bang Karnataka, Ấn Độ.